# Waco, North Carolina
Waco är en kommun (town) i Cleveland County i North Carolina. Orten har fått namn efter Waco, Texas. Vid 2010 års folkräkning hade Waco 321 invånare.

## Kända personer från Waco
- Floyd Patterson, boxare